# Nu stannar vi på marken
Nu stannar vi på marken är en sång, framförd av Veronica Maggio och komponerad av Stina Nordenstam. Den utgavs som singel den 18 juni 2021 och utgör ett samarbete med SJ. Musikvideon visar Veronica Maggio som färdas på ett tåg, dels ensam, dels med vänner.
Videofilmen visades som TV-reklamfilm, och släpptes när vaccineringen mot Coronan kommit igång på allvar, och restriktionerna börjat lätta. Människor som skulle ut och resa igen uppmanades då att, på grund av den miljöförstöring som knutits till flygplan, välja tågresor före flygresor.